# Nespresso

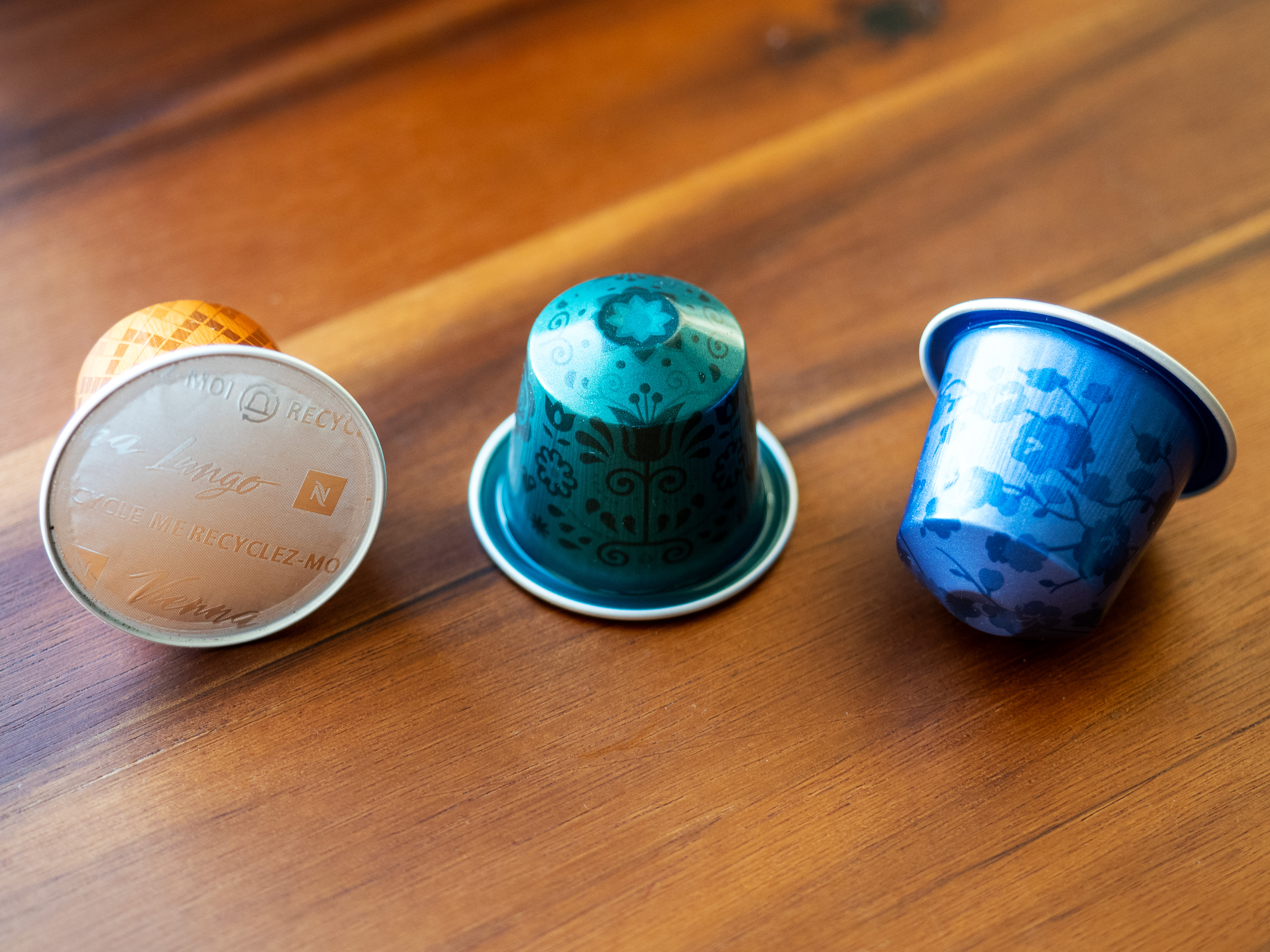
Capsule Nespresso

Nestlé Nespresso S.A., che opera con il marchio Nespresso, è una società del gruppo multinazionale Nestlé che commercializza una linea di capsule di caffè e di relative macchine.
Un quarto delle vendite totali globali di Nespresso deriva dalla Francia.

Le capsule contengono 5 grammi di caffè (7 grammi le capsule della varietà "lungo"), possono presentare aromi diversi e sono rivestite da un foglio di alluminio trattato con pellicola alimentare.

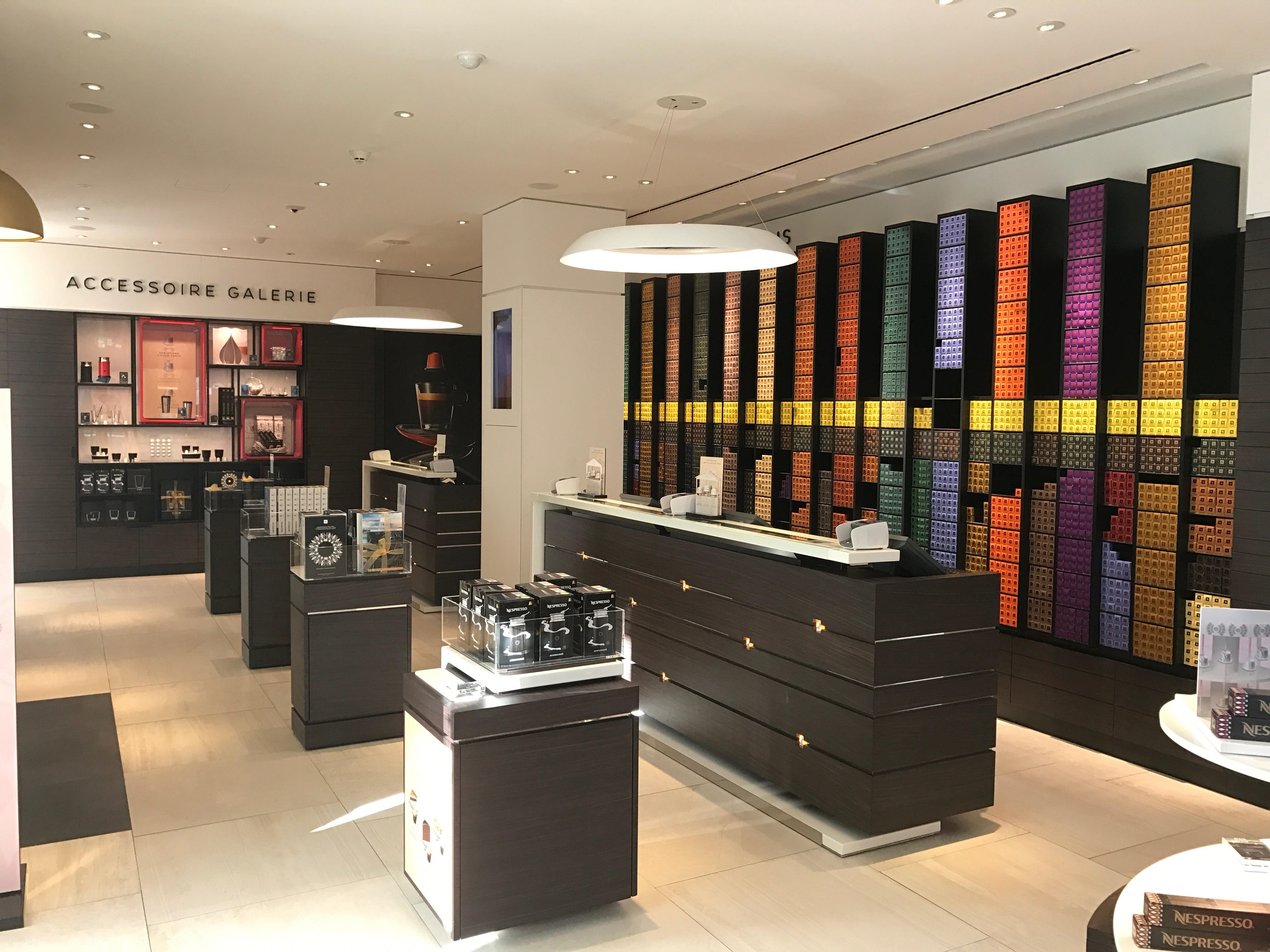
Un negozio Nespresso

## Storia
Avviato dalla multinazionale Nestlé all'inizio degli anni '70, il progetto "caffè in capsula" è stato sottoposto ad un lungo periodo di maturazione. Nel 1976, Eric Favre, un dipendente di Nestlé, inventò, brevettò e introdusse il sistema Nespresso. Tuttavia, le prime sperimentazioni, tentate negli anni 80 sul mercato giapponese, non hanno dato i frutti sperati, probabilmente per un'errata scelta del Paese asiatico. La Nestlé comunque, dopo aver firmato un accordo con il produttore di macchine per caffè Turmix e dopo aver creato la società Nespresso nel 1986, ha iniziato a proporsi sul mercato svizzero e italiano.

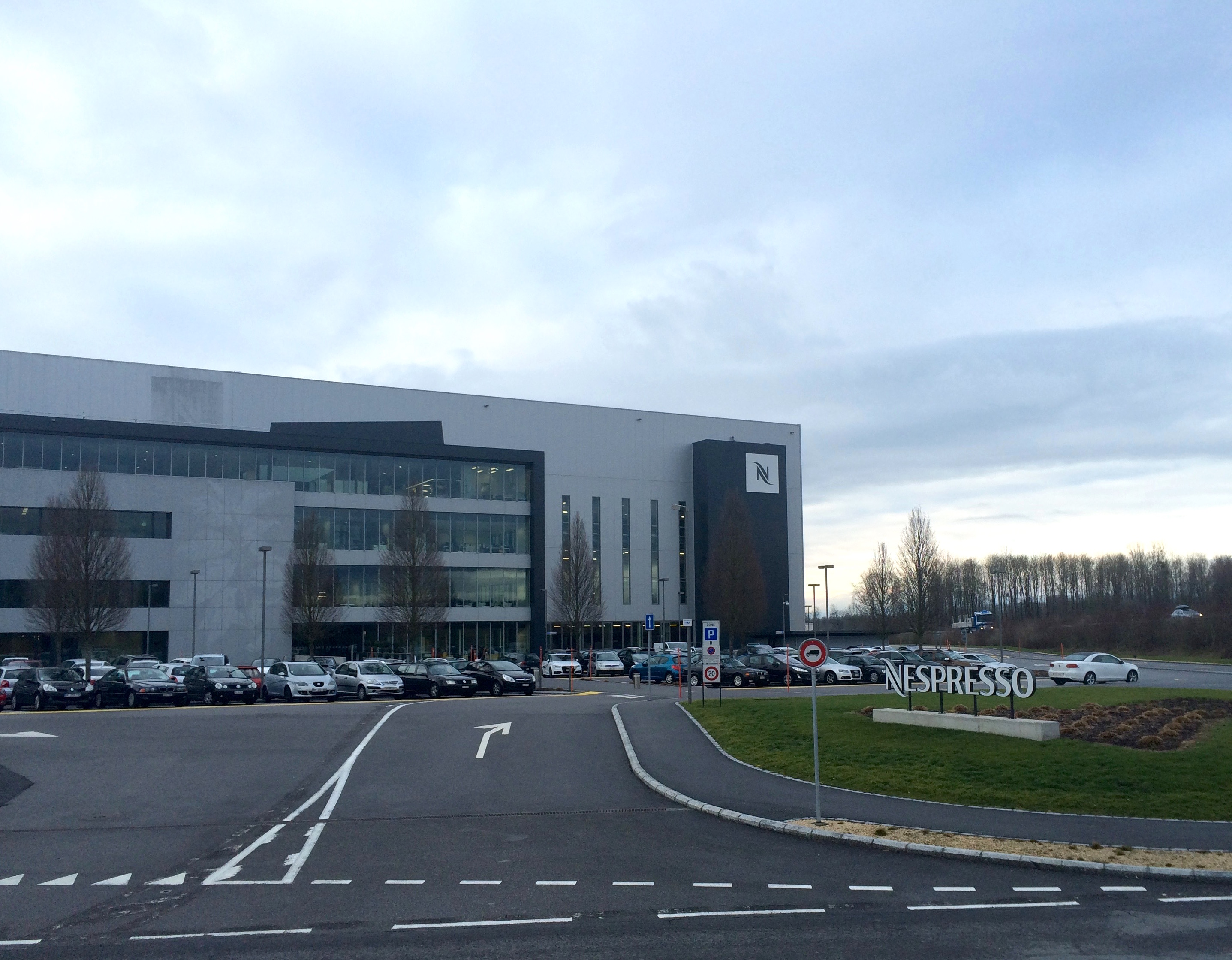
Stabilimento di produzione Nespresso ad Avenches

### Sistema VertuoLine
Per rispondere alla domanda da parte del mercato nordamericano di un caffè più abbondante rispetto alla macchina Nespresso originale, nel febbraio 2014 Nespresso ha lanciato un nuovo sistema di macchine e capsule Vertuoline negli Stati Uniti e in Canada. Il sistema produce tazze espresso (40 ml), doppio espresso (80 ml), tazze Gran Lungo (150 ml), tazza grande (230 ml) e Tazza XL (414 ml). Nespresso utilizza delle miscele in capsule VertuoLine appositamente progettate. Le capsule VertuoLine non possono essere utilizzate nella linea originale delle macchine Nespresso che continuano ad essere vendute rivolgendosi a diversi segmenti di mercato con i due sistemi.
Al momento dell'introduzione del sistema VertuoLine nel 2014, non era previsto il lancio nei mercati al di fuori del Canada e degli Stati Uniti, tuttavia, le vendite sono state successivamente ampliate oltre il Nord America nel 2016, prima con il lancio del sistema in Francia e poi in altri paesi come il Regno Unito, la Germania, la Svizzera, l'Australia e l'Italia.

## Funzionamento

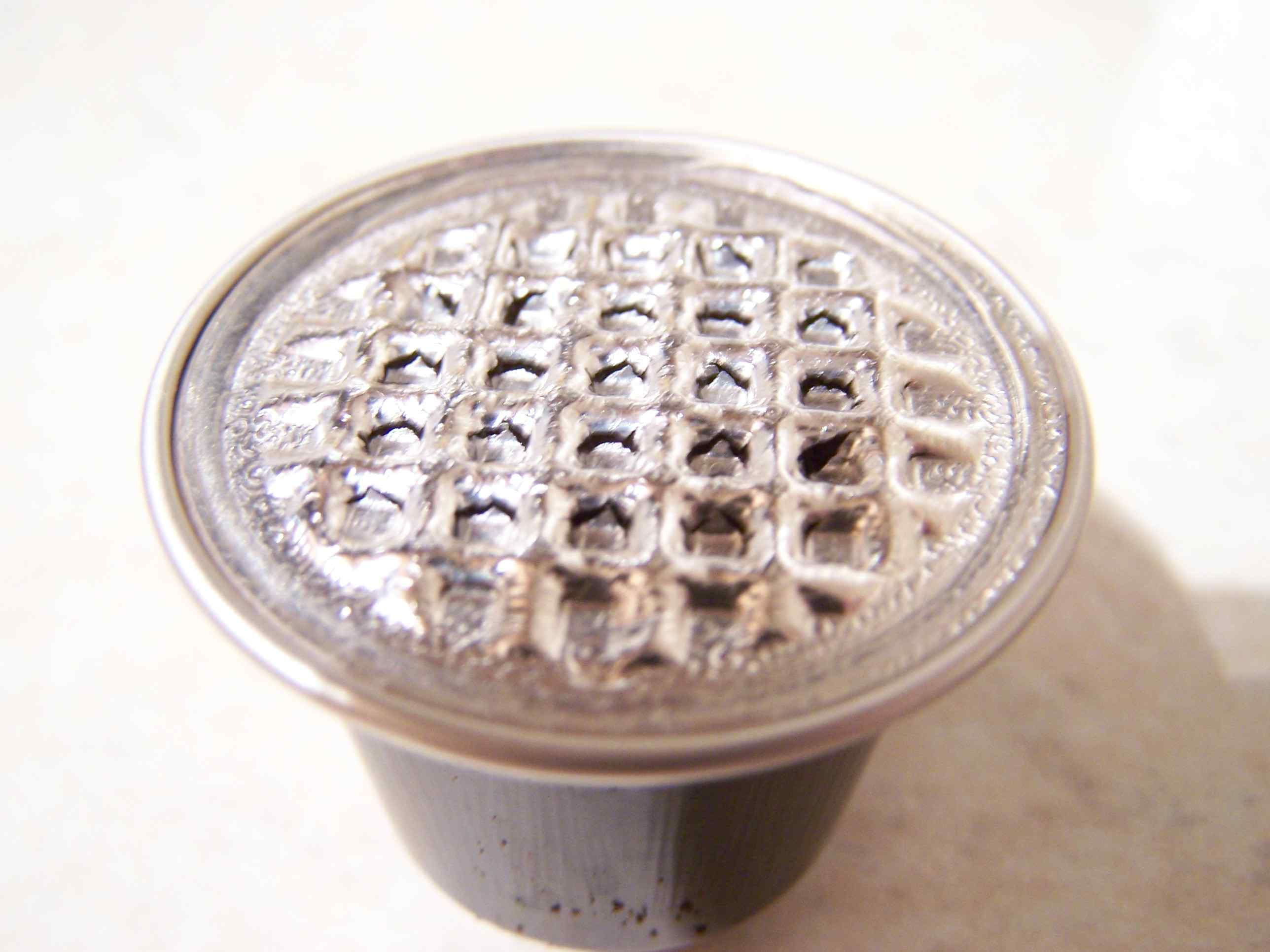
Capsula Nespresso usata. Si vedono le rotture nella lamina attraverso la quale scorre il caffè.

I brevetti di Nespresso hanno iniziato a scadere nel 2012, consentendo gradualmente ai concorrenti di offrire capsule e macchine compatibili con il sistema della Nestlé. Esemplare in tal senso è la causa che ha visto contrapposte la Nestlé e l'azienda Caffè Vergnano, che aveva proposto delle capsule "compatibili", causa vinta da quest'ultima.
Oggi sempre più capsule di terze parti sono disponibili sul mercato e possono essere acquistate nei supermercati o nei negozi specializzati nella vendita di capsule e cialde. La differenza principale di queste rispetto alle originali, oltre al differente aroma del caffè, è che, anziché essere costruito in alluminio, l'involucro è realizzato in plastica, più economica. A partire dal 2019 alcune aziende, tra cui Illycaffè e Lavazza, hanno iniziato a produrre anche capsule compatibili in alluminio.

## Impatto ambientale
Nel 2017, Nespresso aveva già lanciato un servizio di riciclo delle capsule in 36 paesi. Sempre in tale anno, secondo alcune stime solo il 24% di tutte le capsule Nespresso prodotte al mondo veniva riciclato, ma l'azienda dichiarava di avere una capacità di riciclo del 100% delle capsule prodotte.
Nel 2019, Nespresso ha stretto una collaborazione con l'azienda svedese Vélosophy al fine di produrre bibiclette con l'alluminio delle capsule esauste. Successivamente, insieme all'azienda svizzera Caran d'Ache, ha prodotto penne create con capsule riciclate.
Nel 2023 Nespresso ha introdotto in Francia e Svizzera, per la prima volta, capsule non in alluminio ma realizzate in carta. Nel 2024 ne ha iniziato la vendita anche in Italia. Sono compostabili e quindi riciclabili nei rifiuti organici e, al contrario delle capsule tradizionali, sono confezionate in buste di plastica da mantenere chiuse con una molletta per preservare l'aroma del caffè; devono essere consumate entro 4 settimane dall'apertura della busta e, dopo l'erogazione del caffè, devono essere espulse dalla macchina dopo pochi secondi.

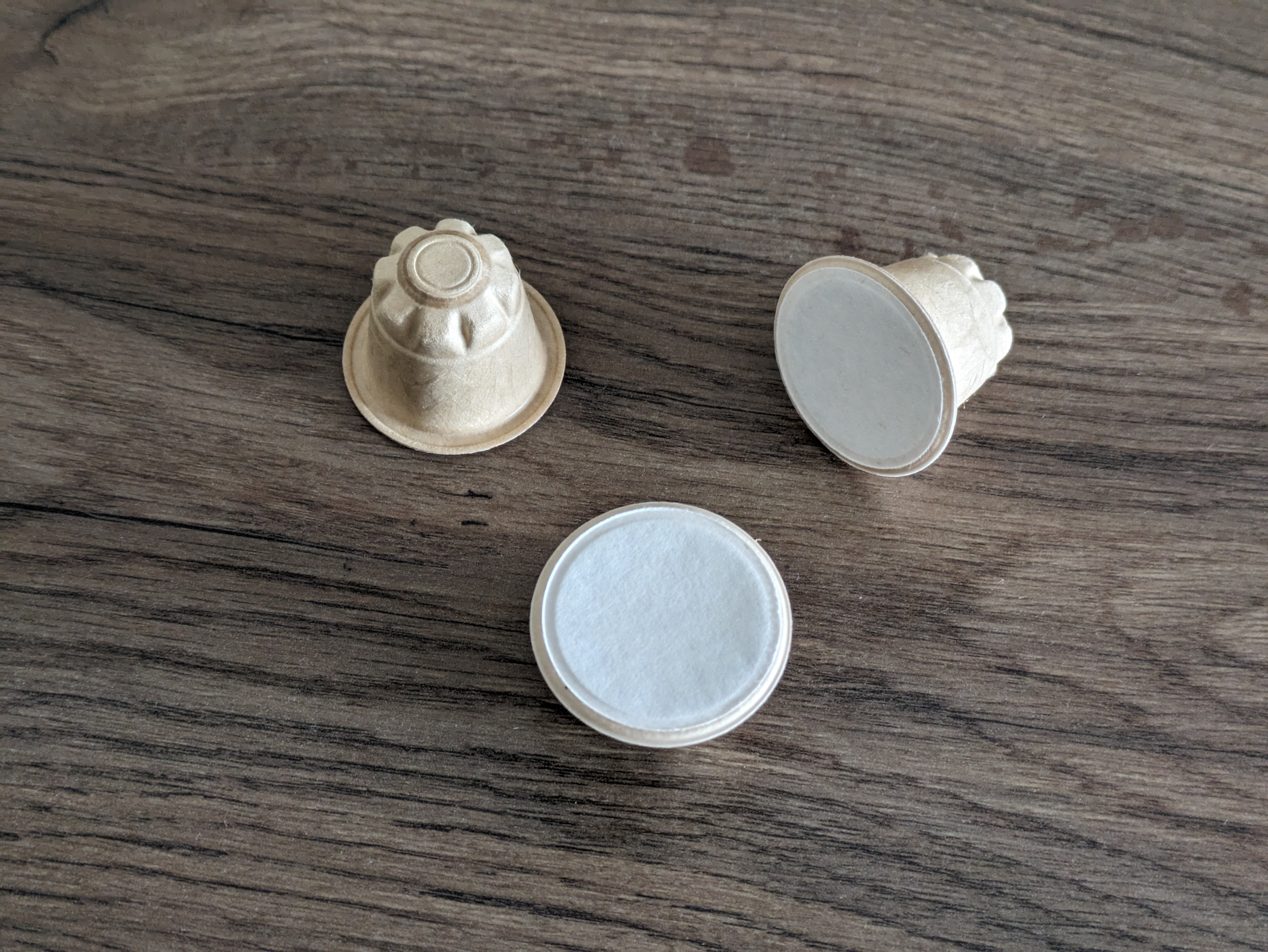
Capsule Nespresso di carta, riciclabili nei rifiuti organici, introdotte nel 2024.
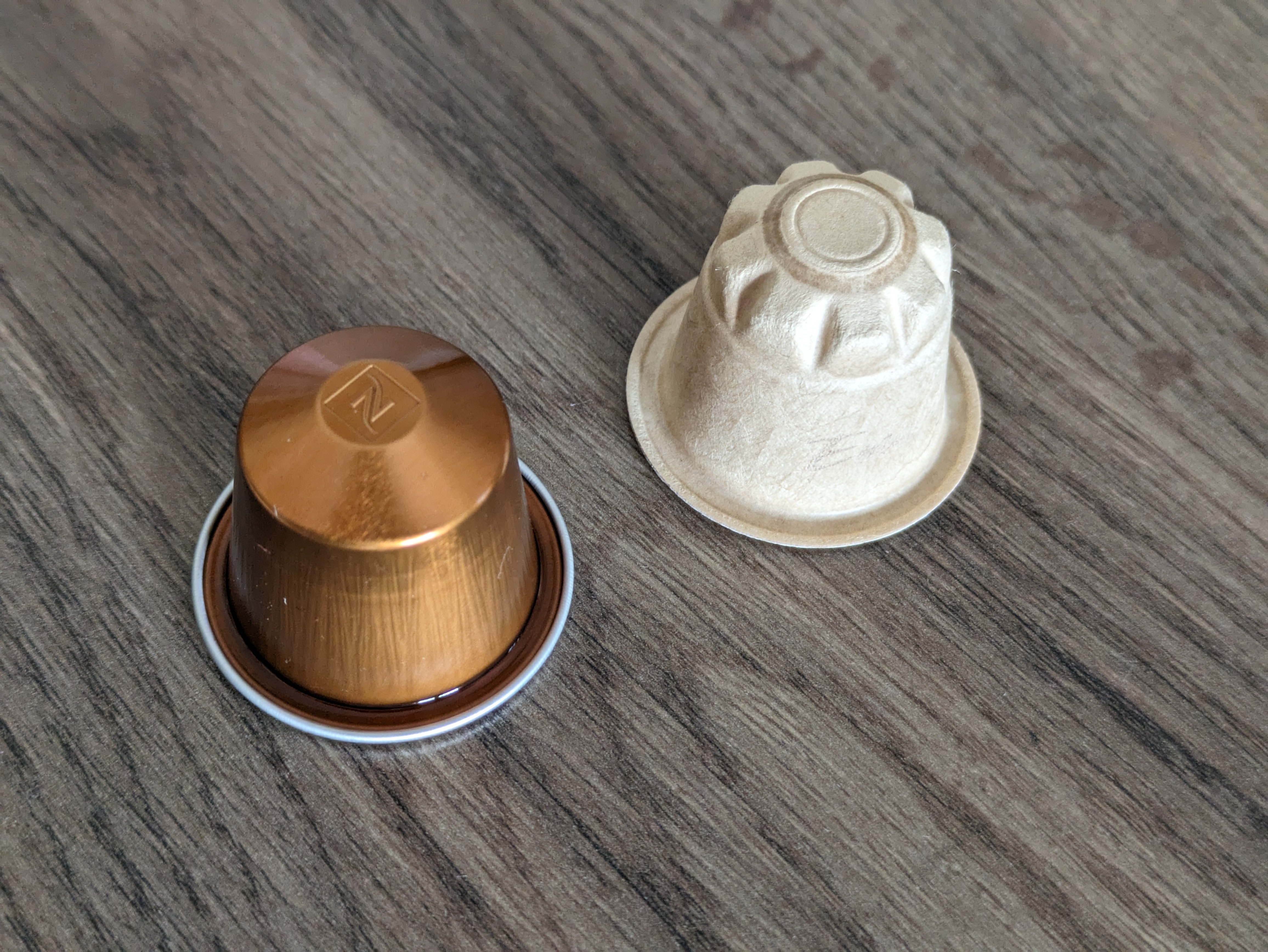
Confronto tra una classica capsula di alluminio (a sinistra) e una capsula di carta (a destra).

## Campagne pubblicitarie
Nel 2006 George Clooney diventa il testimonial del marchio e viene trasmessa la prima di una lunga serie di campagne pubblicitarie.